# Givi Chokheli
Givi Dmitriyevich Chokheli ou apenas Givi Chokheli - respectivamente, em russo, Гиви Дмитриевич Чохели e, em georgiano, გივი ჩოხელი (Telavi, 27 de junho de 1937 - Tbilisi, 25 de fevereiro de 1994) foi um futebolista e treinador de futebol georgiano que atuava como zagueiro.

## Carreira
Sua carreira foi praticamente dedicada ao Dínamo Tbilisi, onde atuou por nove anos (1956-1965), após passagem pelo Nadikvari Telavi (atual Kakheti Telavi), em 1956. No Dínamo, realizou 159 jogos e marcou 4 gols, encerrando sua carreira aos 28 anos.
Como técnico, alternou a função com a direção esportiva do Dínamo entre 1966 e 1974, ano em que encerrou de vez sua carreira dentro do futebol. Faleceu em Tbilisi, em fevereiro de 1994, aos 56 anos. Pouco depois, o Estádio Municipal de Telavi foi rebatizado com seu nome.

## Seleção Soviética
Jogou pela União Soviética entre 1960 e 1962, fazendo parte dos elencos que atuaram na primeira edição da Eurocopa, em 1960, e na Copa de 1962. Neste período, Chokheli vestiu a camisa da URSS em 19 partidas, não marcando nenhum gol.

## Títulos
- Eurocopa: 1960